# Île Joinville (Algérie)
Pour les articles homonymes, voir Joinville.
L'île Joinville est une île inhabitée de la mer Méditerranée à Cherchell en Algérie.

## Description
L'île Joinville, d'environ 200 m de long sur 100 m de large.
Située à 150 m du rivage, Joinville est devenue une presqu'île depuis la construction de la jetée bâtie pour le port de Cherchel.
Le phare de Cherchell habitable a été construit sur l'île Joinville.
À l'époque phénicienne, l'île portait le nom de IOL (l'« île divine » ou l'« île du dieu YOL »).